# Граф Дуку
Граф Дуку (також відомий як Дарт Тиранус, англ. Count Dooku, * 102 ДБЯ — † 19 ДБЯ) — вигаданий персонаж із всесвіту Зоряних воєн, є основним антагоністом у фільмі «Зоряні війни. Епізод II: Атака клонів» і незначним антагоністом у «Зоряні війни. Епізод III: Помста ситхів» (актор Крістофер Лі), а також центральним лиходієм у мультсеріалі «Зоряні війни. Війна клонів» (озвучений Корі Бертоном).
Граф Серено, майстер-джедай і Лорд ситхів, був останнім з двадцяти майстрів, які добровільно покинули Орден. Його падаванами були Квай-Гон Джинн і Комар Воса. Після переходу на Темну Сторону став учнем Дарта Сідіуса і отримав нове ім'я Дарт Тиранус. Заснував рух сепаратистів і став лідером Конфедерації незалежних систем. Загинув від руки Енакіна Скайвокера під час другої битви за Корусант в самому кінці Воєн клонів. Графа Дуку зіграв Крістофер Лі.